# Tomás Fuentes
Tomás Andrés Fuentes Barros (Santiago, 10 de marzo de 1985) es un politólogo y político chileno, militante de Renovación Nacional (RN). Desde 2020 hasta 2022 ejerció como diputado por el distrito n.° 10 de la Región Metropolitana, designado en reemplazo de Marcela Sabat. Previamente se desempeñó como concejal de las comunas de La Reina (2008-2012) y Las Condes (2012-2016).

## Familia y estudios
Es hijo de Gregorio Fernando Fuentes Cánovas y de María Alicia Barros von Holt. Realizó sus estudios primarios y secundarios en la Colegio Antártica Chilena de Vitacura, egresando en 2002. Luego ingresó a la Universidad Central de Chile, titulándose de politólogo el 14 de enero de 2008. Posteriormente, cursó un magíster en comunicación estratégica y branding, en la Universidad Mayor. Su tesis se tituló: Importancia del márketing político en el sistema de voto voluntario. Asimismo, posee experiencia en política e inteligencia electoral, estudios electorales, gestión y análisis de datos y microtargeting.
Está casado con la ingeniera comercial María Fernanda Frías Bravo, con quien tiene una hija y un hijo. En 2024, se reveló que Frías recibió un sueldo de 3 millones de pesos de la Universidad San Sebastián sin ejercer ninguna contraprestación académica.
Es analista político y columnista, entre otros, del diario electrónico El Mostrador y Nuevo Poder.

## Carrera política

### Asesor y cargos en el primer gobierno de Piñera
Inicia su militancia política en la Juventud Renovación Nacional (JRN), llegando a ser su presidente entre 2007 y 2009. Se desempeñó como asesor del diputado Cristián Monckeberg (2005-2010). Fue jefe de campaña y administrador electoral de Andrés Allamand en su campaña a senador en las elecciones parlamentarias de 2013, siendo además su jefe de gabinete.
Durante el primer gobierno del presidente Sebastián Piñera, trabajó en la División de Relaciones Políticas e Institucionales de la Secretaría General de la Presidencia. Después, fue jefe de gabinete del subsecretario para las Fuerzas Armadas del Ministerio de Defensa Nacional.
En 2013 fue subdirector nacional del Instituto Nacional de la Juventud (Injuv), cargo que dejó luego que se denunciaran una serie de irregularidades en la entidad. Mientras que Fuentes indicó que renunció debido a irregularidades que involucraban a María José Benavente y el ministro de Desarrollo Social Bruno Baranda, este último indicó que se le pidió la renuncia por las acusaciones infundadas hechas por Fuentes.
En 2014, fue electo vicepresidente de RN, en la directiva presidida por Cristián Monckeberg. En 2015 renunció a su militancia en el partido luego que la directiva decidiera no realizar primarias a alcaldes en las comunas que tuvieran representantes del partido. Tiempo después se reincorporó a la colectividad.

### Concejal
En las elecciones municipales de 2008 fue elegido como concejal de la comuna de La Reina. En 2012 fue elegido para el mismo cargo, pero esta vez en la comuna de Las Condes, período 2012-2016.
Para las elecciones municipales de 2016, compitió por un cupo en el concejo municipal de Vitacura, obteniendo 1.623 votos, correspondientes al 12,59% de su lista, no resultando electo.
En los comicios generales de Renovación Nacional de noviembre de 2018, fue electo nuevamente como vicepresidente del partido, integrando además su Comisión Política, por el periodo 2018-2020.

### Diputado
El 28 de julio de 2020 Andrés Allamand fue nombrado como ministro de Relaciones Exteriores, dejando su cupo vacante en el Senado. La directiva de RN decidió nombrar a Marcela Sabat como senadora y a la vez designó a Fuentes como diputado por el distrito 10, que comprende las comunas de La Granja, Macul, Ñuñoa, Providencia, San Joaquín y Santiago. En la Cámara de Diputados pasó a integrar las comisiones permanentes de Relaciones Exteriores y Cultura, Artes y Comunicaciones. En este cargo, fue de los primeros diputados en ser sancionados por la misma Cámara por descuidar sus deberes parlamentarios, al haber participado en paneles de televisión en vez de participar en las sesiones del hemiciclo.
Durante diciembre de 2020, se informó que la Fiscalía de Alta Complejidad se encontraba investigando un importante aumento en el pago de asesorías parlamentarias entre los años 2012 y 2018, entre los investigados se encuentra Fuentes, quien trabajó como asesor del entonces Senador Andrés Allamand. En la investigación, se le requirió a Fuentes levantar el secreto bancario de sus cuentas, ante lo cual este se negó.
Además, desde su cargo, Fuentes promovió la remoción de la defensora de la Niñez, Patricia Muñoz. En su presentación, fue acusado de robar información privada de un correo electrónico, correspondiente al abogado Winfried Hempel, quien defiende a las víctimas de la exColonia Dignidad. Este requerimiento fue rechazado por la Corte Suprema por amplía mayoría.
Fuentes fue sancionado por la Comisión de Ética de la Cámara de Diputados por aparecer en medios de comunicación en horas de sesión en reiteradas ocasiones, lo que trajo consigo una sanción de un descuento del 9% en su dieta parlamentaria. En octubre de 2021, fue sancionado nuevamente, esta vez con un descuento del 11% de su dieta parlamentaria, agravado con la reiteración en la falta.
El 21 de noviembre de 2021 fue candidato a la diputación por el distrito en que asumió, no siendo electo al resultar con un 2,51% de los votos.
En febrero de 2022, días después de indicar en una columna dónde indicaba que en la centroderecha primaba una cultura machista, fue acusado por militantes mujeres de Renovación Nacional de actitudes misóginas contra Virginia Berrios, consejera general del partido, a través de mensajes de WhatsApp. En los mensajes Fuentes le dice a Berrios: «Busca pega porfa (…) o lo que te falte, pero búscalo (…) Por último sexo, no sé (...)» Berrios responde que ella tiene su propia pyme, ofreciendole trabajo a Fuentes. Este arremetió contra su receptora: «Pero con lo fea hombre no tiñes (…) yo pega tengo». Virginia le recalca al parlamentario que “lo llevan a España”, encontrando como respuesta más epítetos hacia su persona: «Pero fea, vieja y gorda. Mejor quédate piola».

## Historial electoral

### Elecciones municipales de 2008
- Elecciones municipales de 2008, para el concejo municipal de La Reina[25]

### Elecciones Municipales 2012
- Elecciones municipales de 2012, para el concejo municipal de Las Condes [26]

(Se consideran solo los 11 candidatos, de un total de 35 candidatos)

### Elecciones parlamentarias de 2021
- Elecciones parlamentarias de 2021, candidato a diputado por el distrito 14 (Alhué, Buin, Calera de Tango, Curacaví, El Monte, Isla de Maipo, María Pinto, Melipilla, Padre Hurtado, Paine, Peñaflor, San Bernardo, San Pedro y Talagante)[27]